# Thémistocle Vizvizis
 (février 2022).
Si vous disposez d'ouvrages ou d'articles de référence ou si vous connaissez des sites web de qualité traitant du thème abordé ici, merci de compléter l'article en donnant les références utiles à sa vérifiabilité et en les liant à la section « Notes et références ».
Themistoklis Visvizis (1814-1876) était le fils aîné de Hatzi-Antonis et Domna Vizvizis, riches armateurs d'Ainos en Thrace orientale, qui ont donné leur vie et leurs biens pour la Guerre d'indépendance grecque (1821).

## Premières années
Il était l'aîné d'une fratrie de quatre frères et sœurs.
Il étudie en France à partir de 1826 aux frais du Comité philhellène de Paris. Themistoklis Visvizis, à 12 ans, a été placé dans divers établissements d'enseignement à Paris avec 9 autres jeunes : les fils de Kanaris, Apostolis, Tsamados, Negris, Mavromichalis et d'autres. Sa mère, Domna Visvizi, était une ancienne armatrice d'Ainos. Après la mort de son mari en 1822, elle resta très pauvre, pourtant elle ne cessa de s'occuper de l'avenir de ses enfants. Sa mère était si faible qu'il demanda une lettre de recommandation à l'administration pour la remettre à G. Dracato, qui a promis de l'emmener avec lui à Londres. Elle a donc fait une lettre de recommandation au gouvernement pour son fils aîné, Thémistocle, afin d'être inscrit sur la liste des jeunes qui se déplaceraient pour étudier à Paris. Arrivé en France, il devient l'enfant préféré des cercles philhellènes de Paris et devint le protégé de la duchesse d'Abrantès qui se vantait d'avoir des origines grecques, tandis que l'artiste française Adèle Tardieu le dessina ensuite à des milliers d'exemplaires dans toute la France comme une figure représentative de l'enfant grec ( Ellinopoulo).

## Carrière
Thémistocle était l'enfant préféré des cercles philhellènes de Paris. Impressionnée par sa beauté particulière et sa forme grecque classique, la peintre française Adèle Tardieu a peint de nombreux portraits du beau jeune homme. Sous plusieurs tableaux étaient gravés les mots de sa mère, Domna Visvizi : « Tu vas être adopté, élevé par la générosité française, probablement je serai morte quand tu reviendras! tu seras grand alors ! songe que tu as ton père à venger. »
L'un de ces portraits fut lithographié à des milliers d'exemplaires et vendu en France et dans le reste de l'Europe à un prix très élevé. L'argent récolté a été utilisé pour acheter de la nourriture, des médicaments et des munitions et les envoyer de France en Grèce. Le buste de Themistocles Vizvizis, qui est placé aujourd'hui sur la place du Phare à Alexandroupolis, a été modelé sur ce portrait et a été peint par le sculpteur Georges Dimitriadis l'Athénien (1880-1941).
En 1832 Themistoklis Visvizis retourna en Grèce et, en 1842, fut nommé adjoint du ministère des Affaires étrangères, tandis que de 1845 à 1876 il fut gouverneur de Naxos.

## Sources bibliographiques
- (el) Mosxos Koukos, Ο Ελληνισμός της Θράκης στον Αγώνα του 1821 [« L'hellénisme de la Thrace au cours de la guerre d'indépendance de 1821 »], Thessaloniki, Εrodios,‎ 1998
- Ioannis Philemon, Essai sur l'histoire de la révolution grecque, vol. Γ'
- Société Byron de la ville sainte de Messolonghi « Révolution grecque et philhellénisme européen », Messolonghi 2005, (Catalogue d'exposition)